# GYAO!ストア
GYAO!ストアは、ヤフーと株式会社GYAOが運営していた有料動画配信サービス。

## 概要
主に都度課金形式で単品商品・パック商品が販売されている。例外としてNHKオンデマンドのみ月額見放題形式での購入となる。また、数話限定としてGYAO!内で無料配信されているものもある。
決済方法は、Yahoo!ウォレット（クレジットカード、Yahoo! JAPANの指定する銀行の口座からの口座自動振替）、Tポイント、WebMoney、モバイル支払いだが、映像商品によっては決済方法が限定されることもある。

## 歴史
2009年9月7日にUSEN運営のGyaOとYahoo! JAPAN運営のYahoo!動画が統合され、新サイトGYAO!（統合時の表記は「GyaO!」）となった。旧・GyaOでの有料動画の配信は、「ShowTime」や「HOT GyaO」などで行われていたが、統合後は電子公園制作のものはほぼShowTimeにおいて継続配信され、それ以外の動画は新たに開始された「GYAO!ストア」で配信されるようになった。
2016年2月から2018年2月までの2年間は月額見放題の「プレミアムGYAO!」もあったが、2018年3月以降、有料コンテンツは「GYAO!ストア」で都度課金の提供となっていた。
2023年3月31日17時をもって「GYAO!」「GYAO!ストア」「トレンドニュース」のサービスを終了。

## 参加しているブランド
映像を提供しているブランドは、百数十社。
- アース・スター エンターテイメント
- アイディア・ポーター
- アクロス
- アスミック・エース エンタテインメント
- アニプレックス
- AnimatiC
- アニマルプラネット・オン・デマンド
- アニメジャン
- アミューズソフト
- 彩プロ
- YellowCab+channel
- インターフィルム
- AMGエンタテインメントチャンネル
- ATGコレクション
- エー・ビー・エンタ
- ABCアニメーション
- ABC動画倶楽部
- エイベックス・チャンネル
- エキスプレス
- エクリプス
- NSPチャンネル
- NHKオンデマンド
- FBSオンデマンド
- NBCユニバーサル
- MGS動画ストア
- MTV
- MBS動画イズム
- MBC韓国ドラマ
- エンタ☆メ～テレ動画
- オールインエンタテインメント
- おっ！サンテレビ
- オデッサエンタテインメント
- オンリー・ハーツ
- GAORA SPORTS
- カートゥーン ネットワーク
- KADOKAWA
- 株式会社ハピネット
- 華流映像ファンクラブ　C-POP TV
- カルチュア・パブリッシャーズ
- Kawaiian TV
- 韓国・台湾ドラマ
- カンテレドーガ
- キノフィルムズ
- ギャガ
- 京都アニメーション
- KYORAKU YOSHIMOTO ぱちんこチャンネル
- キングレコード
- クランクイン！ビデオ
- クロックワークス
- GONZO
- コンテンツリーグ
- 札幌テレビ
- sabra
- THE FREEMALL
- GA文庫
- CJ Entertainment Japan
- ジェネオン・ユニバーサル
- シネフィルWOWOW
- シネマートチャンネル
- Cinema MIX
- CBCテレビ
- ジャンバリ.TV
- SHOWGATE
  - SHOWGATEライブラリー
- 松竹ONLINE
- シンエイ動画チャンネル
- simple＋
- スターダストピクチャーズ
- Studioぴえろ
- STUDIO 4℃
- セントラルスポーツ
- 創通
- ソフトガレージ
- ダイヤのA The LIVE
- タカラヅカ・オン・デマンド
- 竹書房
- ツイン
- 円谷プロダクション
- 中京テレビ
- DMM.com
- Dチャンネル
- ディスカバリー・オン・デマンド
- TBSオンデマンド
- ディーライツ
- TWAオンデマンド
- TVQオンデマンド
- 手塚治虫アニメワールド
- テレ朝動画
- テレビ愛知オンデマンド
- テレビ大阪
- テレ玉オンデマンド
- テレビせとうち
- テレビ東京オンデマンド
- あにてれしあたー
- 東映
- 東映アニメBBプレミアム
- 東映特撮BB
- 20TH CENTURY FOX HOME ENTERTAINMENT
- 東京ケーブルネットワーク
- 東京ムービーONLINE
- 東京メトロポリタンテレビジョン
- 東宝株式会社
- 東宝東和
- 十影堂エンターテイメント
- 特選コレクション
- 徳間書店
- ドコモ・アニメストア
- NAS
- 日活
- 日本出版販売
- 日テレオンデマンド
- 日本アニメーション
- 日本プロ麻雀連盟
- ネルケプランニング
- パチスロ攻略マガジン
- パチ・スロ サイトセブンTV
- パチンコ攻略マガジン
- パチンコ★パチスロTV!
- VAPチャンネル
- バンダイチャンネル
- バンダイビジュアル
- 韓流チャンネル
- 必勝本WEB-TV
- ビデオマーケットセレクション
- フィールズ
- フジテレビ
- Flying DOG
- フリュー
- プロダクションI.G
- フロンティアワークス
- HTB 北海道onデマンド
- ポニーキャニオンチャンネル
- ポニーキャニオン 映画チャンネル
- マーベラスチャンネル
- マイシアター
- マクザム
- マッドハウス
- ムービーサーカス
- MONDO TV
- U-NEXT
- よしもと見ホーダイ supported by YNN
- 読売広告社
- LIONSGATE
- RIZIN FF
- リッツプロチャンネル
- リトルモア
- ルパン三世THEATER
- レジェンド・ピクチャーズ
- ytvオンデマンド
- ワコー